# Сан Пабло (Калифорнија)
Сан Пабло (енгл. San Pablo) град је у америчкој савезној држави Калифорнија. По попису становништва из 2010. у њему је живело 29.139 становника.

## Демографија
Према попису становништва из 2010. у граду је живело 29.139 становника, што је 1.076 (3,6%) становника мање него 2000. године.
| Група             | 2000.          | 2010.          |
| Белци             | 4.886 (16,2%)  | 2.944 (10,1%)  |
| Афроамериканци    | 5.539 (18,3%)  | 4.600 (15,8%)  |
| Азијати           | 4.945 (16,4%)  | 4.353 (14,9%)  |
| Хиспаноамериканци | 13.490 (44,6%) | 16.462 (56,5%) |
| Укупно            | 30.215         | 29.139         |